# Laila Halme
Laila Sinikka Halme (Jääski, 4 de marzo de 1934 - Tampere, 28 de noviembre de 2021) fue una cantante finlandesa, más conocida por haber representado su país en el Festival de la Canción de Eurovisión 1963. Falleció en la mañana 28 de noviembre de 2021 en la localidad de Tampere.

## Eurovisión 1963
En 1963 representó a Finlandia en el Festival de Eurovisión, celebrado en Londres (Reino Unido) el 23 de marzo. Su canción, «Muistojeni laulu» («La canción de mis recuerdos») finalizó en el último puesto con 0 puntos, junto con Noruega, Países Bajos y Suecia.